# Ferencsik
A Ferencsik szlovák eredetű magyar családnév. Szlovák változata Ferenčík. 2019-ben nem szerepelt a leggyakoribb száz családnév között.

## Eredete és változatai
Apanév, mely több módon is kialakulhatott. A két legvalószínűbb változat:
- a magyar Ferenci családnév szlovák nyelvkörnyezetben -ik képzőt kapott
- a Ferenc régi egyházi személynévből képződött szlovák vezetéknévként

## Híres Ferencsik nevű személyek
Ferencsik
- Ferencsik Evelin (1989) válogatott labdarúgó
- Ferencsik János (1907–1984) Kossuth-díjas karmester

Ferencik
- Erica Ferencik (1958) amerikai író

Ferenčík
- Gabriel Ferenčík (1919–1998) válogatott szlovák labdarúgó
- Milan Ferenčík (1991) szlovák labdarúgó
- Milan Ferenčík (1995) szlovák labdarúgó